# Aston Martin AMR21
O Aston Martin AMR21 é o modelo de carro de Fórmula 1 projetado e desenvolvido pela Aston Martin para a disputa do Campeonato Mundial de Fórmula 1 de 2021, está sendo pilotado por Lance Stroll e Sebastian Vettel. É o primeiro carro de Fórmula 1 da Aston Martin desde o DBR5 de 1960. O AMR21 foi lançado em 3 de março de 2021 e sua estreia ocorreu no Grande Prêmio do Barém, a primeira etapa da temporada.
Devido ao impacto da pandemia de COVID-19, os regulamentos técnicos que estavam planejados para serem introduzidos em 2021 foram adiados para 2022. Com isso, sob um acordo entre as equipes e a FIA, os carros com especificações de 2020 — incluindo o Racing Point RP20 — tiveram sua vida útil estendida para competir em 2021, com a Aston Martin (equipe sucessora da Racing Point na Fórmula 1) produzindo um chassi atualizado denominado "Aston Martin AMR21".